# 高润喜
高润喜（1971年7月—），内蒙古四子王旗人，汉族，中国共产党党员。中华人民共和国政治人物，拥有四川大学研究生学历，经济学博士及经济师职称。曾任呼伦贝尔市市长、呼伦贝尔市委书记。曾任内蒙古自治区应急管理厅党委书记。现任内蒙古自治区总工会副主席